# Приемский, Дмитрий Григорьевич
Дмитрий Григорьевич Приемский — российский учёный в области точной механики, лауреат Государственной премии СССР (1990).

## Биография
Родился 15 января 1927 года в Ленинграде в семье инженера-механика дворянского происхождения. С 1941 по май 1942 года в блокадном Ленинграде проходил службу в Особой северной авиационной группе учеником моториста.
В мае 1942 года эвакуировался сначала в Москву, затем в Черепаново Новосибирской области. В ноябре 1943 года поступил на оптический факультет Ленинградского института точной механики и оптики (в то время — в Новосибирске).
Окончил ЛИТМО в 1949 году в первом выпуске факультета Электроприборостроения. Работал в ЦНИИ им. А. Н. Крылова инженером-исследователем и одновременно учился в аспирантуре.
В марте 1952 года зачислен на военную службу и после переподготовки в Военной Артиллерийской академии направлен в военное представительство Главного Артиллерийского управления (ГАУ) в НИИ-137 в Ленинграде (будущий НИИ точной механики).
В мае 1967 года назначен начальником отдела Всесоюзного научного исследовательского института Министерства среднего машиностроения СССР (ВНИИЭФ, Арзамас-16). В этом институте работал до 1995 года, заместитель главного конструктора, начальник отделения точной механики, с 1990 года главный научный сотрудник.
С 1995 года жил в Санкт-Петербурге.
Кандидат технических наук (1966). Доктор технических наук (1978). Профессор по специальности «Элементы и устройства вычислительной техники и систем управления» (1984 год).
Автор и соавтор более 50 изобретений.
Автор мемуарных и краеведческих книг «Воспоминания из жизни инженера», «Род Приемских и его время», «В память Императорской России», «Дороги старого профессора».
Умер 31 декабря 2017 года.

## Звания и награды
Заслуженный деятель науки и техники РСФСР (1991), лауреат Государственной премии СССР (1990). Награждён медалью «За оборону Ленинграда».